# Czerwce
Czerwce (Coccoidea) – nadrodzina pluskwiaków, obejmująca niemal 8000 gatunków. Są to owady małe (od 1–5 mm), o silnym dymorfizmie płciowym. Czerwce są roślinożerne i często powodują szkody w uprawach.
Samce czerwców mają niewielkie rozmiary, przeważnie mają jedną parę skrzydeł i uwstecznione narządy gębowe, u niektórych gatunków samce giną zaraz po zapłodnieniu samic. Samice i larwy mają zredukowane nogi, oczy i czułki. Okrywa je wytwarzana przez specjalne gruczoły ochronna wydzielina.
Dawniej niektóre gatunki czerwców miały znaczenie gospodarcze, np. z wydzieliny niektórych gatunków produkowano szelak, a czerwiec polski służył jako surowiec do wyrobu czerwonego barwnika (koszenili), natomiast samic innych czerwców (Kermes ilicis, Kermes vermilio) używano do wytwarzania barwnika karmazynowego.

## Systematyka
Do czerwców zaliczane są rodziny:
- Aclerdidae
- Asterolecaniidae
- Beesoniidae
- Carayonemidae
- Cerococcidae
- Coccidae – misecznikowate
- Conchaspididae
- Dactylopiidae
- Diaspididae – tarcznikowate
- Electrococcidae
- Eriococcidae
- Grimaldiellidae
- Halimococcidae
- Inkaidae
- Jersicoccidae
- Kermesidae
- Kerriidae
- Kukaspididae
- Labiococcidae
- Lecanodiaspididae
- Margarodidae – czerwcowate
- Micrococcidae
- Ortheziidae
- Phenacoleachiidae
- Phoenicococcidae
- Pseudococcidae – wełnowcowate
- Putoidae
- Stictococcidae